# Hovedøya kloster
Hovedøya kloster, også stavet Hovedøen kloster, er ruinerne af et cistercienserkloster som ligger på Hovedøya i Oslofjorden i Norge. Klostret blev grundlagt i 1147 og opløst i 1532, umiddelbart inden reformationen.

## Oprettelse og udvikling
Klostret blev grundlagt den 18. maj 1147 af abbed Philippus og munke fra klosteret Kirkstead Abbey (grundlagt 1139) ved Kirkstead i Lincolnshire. De var anmodet om at komme af biskop Viljam i Oslo. Klostret blev dedikeret til jomfru Maria og Edmund Martyren, en angelsaksisk helgen, og blev derfor kaldt for Sanct Edmund og Sancta Mariae kloster. En kirke dedikeret til den hellige Edmund stod allerede på øen, og de tolv munke overtog denne som deres klosterkirke, og modificerede den for at imødegå cistercienserordenens krav. Denne kirke var muligvis blevet bygget til handelsrejsende på vej til og fra Oslo eller som begyndelsen på et benedictinerkloster. Der vides kun ganske lidt om den oprindelige kirke, men den skal have været toskibet, hvilket også Clemenskirken i Gamlebyen i Oslo var, og som er det eneste andet kendte eksempel på dette i Norge. Clemenskirken er i dag en ruin.
Klosterbygningerne blev rejst på Hovedøya, som ligger ved indsejlingen til Oslo, under Ekebergåsen. Klostret blev også bygget efter en modificeret cisterciensk bygningsplan for at tage hensyn til en ås ved stedet. Kirken er i sig selv bygget i en romansk arkitektur mens resten af klosteret antagelig var hovedsagelig gotisk. 
I løbet af middelalderen blev klostret en af de rigeste institutioner i Norge, og ejede på sit højdepunkt 443 ejendommer og blandt andet storgårdene Bygdøy, Bogstad, Frogner og Ullern, foruden også et fiskeri og tømmeroplag. Klostrets rigdom gjorde det til en betydelig magtfaktor i Norge, og abbedens stilling blev også styrket af, at cistercienserordenen stod udenfor biskoppens autoritet.
En periode i løbet af sidste halvdel af 1400-tallet benyttede birgittinere fra Munkeliv kloster i Bergen bygningerne som midlertidig opholdssted, efter at deres eget kloster brændte i 1455.

## Nedlæggelse
Politiske omvæltninger under efterfølgelsen til Danmark-Norges trone førte til nedlæggelsen af klostret. Abbeden, den danske mester Hans Andersøn, støttede den protestantiske Christian 2., muligvis i et forsøg på at skaffe støtte til den kommende reformation. Abbeden kom i konflikt med kommandanten på Akershus fæstning, Mogens Gyldenstjerne, som ironisk nok havde støttet den katolske prins Frederik 1. I 1532 lod han abbeden kaste i fængsel for hans politiske indblanding, og den 21. januar blev klostret plyndret og sat i brand. Klostrets fæstebønder blev nu fæstebønder under lensherren på Akershus slot. Med reformationen blev der sat en definitiv stopper for at få genoprette klostret.
De forladte klosterbygninger blev brugt fra 1540'erne som stenbrud for Akershus fæstning i årene efter, og senere også for Det Kongelige Slott i Oslo. Der blev fra midten af 1800-tallet udført en del restaurering som ikke altid var historisk korrekt. Udover klostret findes der også spor fra andre middelalderbygninger, men de fleste af dem er i dag skjult under jorden. Ruinerne udgør et af de mest komplette klosteranlæg fra middelalderen i Norge.
Der blev fra 1840'erne udført en del restaurering (J. H. Nebelong). Det blev lavet nye undersøgelser og restaurering i 1877 og 1890 (N. Nicolaysen og J. Meyer), og på ny i 1930'erne (Gerhard Fischer) og hidtil for seneste gang i 1975 (O. E. Eide).

## Kulturminne
Ruinerne af Hovedøya kloster er fra middelalderen (før år 1536) og er derfor automatisk fredet efter kulturminneloven og har nummer 3198 i Riksantikvarens kulturminnebase.